# Rémi Harrel
Rémi Harrel (1954. március 9. –) francia nemzetközi labdarúgó-játékvezető.

## Pályafutása

### Nemzeti játékvezetés
1983-ban lett az I. Liga játékvezetője. Az aktív nemzeti játékvezetéstől 2000-ben vonult vissza.

#### Nemzeti kupamérkőzések
Vezetett Kupa-döntők száma: 2.

##### Francia Kupa
| Időpont          | Helyszín                         | Mérkőzés típusa | Mérkőzés                      | Eredmény | Nézők száma |
| ---------------- | -------------------------------- | --------------- | ----------------------------- | -------- | ----------- |
| 1993. június 13. | Parc des Princes Stadion, Párizs | döntő           | Paris SG–FC Nantes Atlantique | 3 : 0    | 45 189      |

##### Francia Liga-kupa
| Időpont          | Helyszín                     | Mérkőzés típusa | Mérkőzés                                        | Eredmény | Nézők száma |
| ---------------- | ---------------------------- | --------------- | ----------------------------------------------- | -------- | ----------- |
| 1998. április 4. | Francia Stadion, Saint-Denis | döntő           | Paris Saint-Germain FC–FC Girondins de Bordeaux | 2 : 2    | 77 700      |

### Nemzetközi játékvezetés
A Francia labdarúgó-szövetség Játékvezető Bizottsága (JB) terjesztette fel nemzetközi játékvezetőnek, a Nemzetközi Labdarúgó-szövetség (FIFA) 1989-től tartotta nyilván bírói keretében. Több nemzetek közötti válogatott és klubmérkőzést vezetett. A francia nemzetközi játékvezetők rangsorában, a világbajnokság-Európa-bajnokság sorrendjében többedmagával a 8. helyet foglalja el 9 találkozó szolgálatával. Az aktív nemzetközi játékvezetéstől 1999-ben a FIFA 45 éves korhatárát elérve búcsúzott.

#### Világbajnokság

##### U20-as labdarúgó-világbajnokság
Ausztráliában rendezték a 9., az 1993-as ifjúsági labdarúgó-világbajnokságot, ahol a FIFA JB bíróként foglalkoztatta.
| Időpont           | Helyszín                 | Mérkőzés típusa              | Mérkőzés               | Eredmény | Nézők száma |
| ----------------- | ------------------------ | ---------------------------- | ---------------------- | -------- | ----------- |
| 1993. március 6.  | Városi Stadion, Brisbane | csoportmérkőzés (B. csoport) | Portugália–Németország | 0 : 1    | 15 000      |
| 1993. március 13. | Városi Stadion, Brisbane | egyik elődöntő               | Uruguay–Ausztrália     | 1 : 2    | 14 000      |

---
A világbajnoki döntőhöz vezető úton Egyesült Államokba a XV., az 1994-es labdarúgó-világbajnokságra és Franciaországba a XVI., az 1998-as labdarúgó-világbajnokságra a FIFA JB bíróként alkalmazta.

##### 1994-es labdarúgó-világbajnokság

###### Selejtező mérkőzés
| Időpont              | Helyszín                       | Mérkőzés típusa           | Mérkőzés              | Eredmény | Nézők száma |
| -------------------- | ------------------------------ | ------------------------- | --------------------- | -------- | ----------- |
| 1992. szeptember 23. | Ullevaal Stadion, Oslo         | előselejtező (2. csoport) | Norvégia–Hollandia    | 2 : 1    | 21 500      |
| 1993. április 28.    | Lansdowne Road Stadion, Dublin | előselejtező (3. csoport) | Írország–Dánia        | 1 : 1    | 33 000      |
| 1993. június 16.     | Laugardalsvöllur, Reykjavík    | előselejtező (5. csoport) | Izland–Magyar         | 2 : 0    | 2 755       |
| 1993. szeptember 22. | Qemal Stafa Stadion, Tirana    | előselejtező (3. csoport) | Albánia–Spanyolország | 1 : 5    | 8 000       |

##### 1998-as labdarúgó-világbajnokság

###### Selejtező mérkőzés
| Időpont           | Helyszín                   | Mérkőzés típusa           | Mérkőzés                    | Eredmény | Nézők száma |
| ----------------- | -------------------------- | ------------------------- | --------------------------- | -------- | ----------- |
| 1967. október 28. | Rasunda Stadion, Stockholm | előselejtező (4. csoport) | Svédország–Fehéroroszország | 5 : 1    | 30 014      |
| 1997. április 30. | Wembley Stadion, London    | előselejtező (2. csoport) | Anglia–Grúzia               | 2 : 0    | 71 208      |

#### Európa-bajnokság
Az európai-labdarúgó torna döntőjéhez vezető úton Nyugat-Németországba a VIII., az 1988-as labdarúgó-Európa-bajnokságra, Svédországba a IX., az 1992-es labdarúgó-Európa-bajnokságra valamint Angliába a X., az 1996-os labdarúgó-Európa-bajnokságra az UEFA JB játékvezetőként foglalkoztatta.

##### 1988-as labdarúgó-Európa-bajnokság
A nemzetközi játékvezetői gyakorlatnak megfelelően ebben az időben a játékvezetők még partbírói feladatot is elláttak.

###### Európa-bajnoki mérkőzés
| Időpont          | Helyszín                  | Mérkőzés típusa | Mérkőzés              | Játékvezető    | Asszisztensek             | Eredmény | Nézők száma |
| ---------------- | ------------------------- | --------------- | --------------------- | -------------- | ------------------------- | -------- | ----------- |
| 1988. június 25. | Olimpiai Stadion, München | döntő           | Szovjetunió–Hollandia | Michel Vautrot | Gérard Biguet/Rémi Harrel | 0 : 2    | 72 308      |

##### 1992-es labdarúgó-Európa-bajnokság

###### Selejtező mérkőzés
| Időpont              | Helyszín                 | Mérkőzés típusa           | Mérkőzés          | Eredmény | Nézők száma |
| -------------------- | ------------------------ | ------------------------- | ----------------- | -------- | ----------- |
| 1991. szeptember 11. | Neie Stadion, Luxembourg | előselejtező (5. csoport) | Luxemburg–Belgium | 0 : 2    | 7 450       |

##### 1996-os labdarúgó-Európa-bajnokság
1994-től a vezető játékvezetőnek már nem kell partbírói feladatot ellátnia.

###### Selejtező mérkőzés
| Időpont             | Helyszín                               | Mérkőzés típusa           | Mérkőzés                  | Eredmény | Nézők száma |
| ------------------- | -------------------------------------- | ------------------------- | ------------------------- | -------- | ----------- |
| 1995. március 29.   | Ramón Sánchez Pizjuán Stadion, Sevilla | előselejtező (2. csoport) | Spanyolország–Belgium     | 1 : 1    | 27 000      |
| 1995. szeptember 3. | Dragão Stadion, Porto                  | előselejtező (6. csoport) | Portugália–Észak-Írország | 1 : 1    | 26 780      |